# Krosno-Młyn
Krosno-Młyn (niem. Mühle Krossen) – nieoficjalna część wsi Krosno w Polsce położona w województwie warmińsko-mazurskim, w powiecie elbląskim, w gminie Pasłęk.
Osada położona jest przy drodze wojewódzkiej nr 527. Miejscowość wchodzi w skład sołectwa Krosno.
W latach 1975–1998 miejscowość administracyjnie należała do województwa elbląskiego.
Inne miejscowości o nazwie Krosno: Krosno, Krosno Odrzańskie, Krosnowa, Krosnowice, Krosnowo, Krosna